# Villefranche-d’Allier
Villefranche-d’Allier – miejscowość i gmina we Francji, w regionie Owernia-Rodan-Alpy, w departamencie Allier.

## Demografia
Według danych na rok 1990 gminę zamieszkiwało 1360 osób, a gęstość zaludnienia wynosiła 34 osoby/km². W styczniu 2015 r. Villefranche-d’Allier zamieszkiwało 1379 osób, przy gęstości zaludnienia wynoszącej 34,8 osób/km².